# Просечен (дем)
 Тази статия е за дема.  За за центъра му вижте Просечен (дем Просечен).  За селото в България вижте Просечен.
Просечен (на гръцки: Δήμος Προσοτσάνης, Димос Просоцанис) е дем в област Източна Македония и Тракия, Егейска Македония, Република Гърция. Център на дема е град Просечен. Демът е разположен в северозападна посока от град Драма. Местна забележителност е пещерата Маарата (Ангитис), която се намира при извора на едноименната река Драматица (Ангитис).

## Селища
Дем Просечен е създаден на 1 януари 2011 година след обединение на две стари административни единици – демите Просечен и Минаре по закона Каликратис.

### Демова единица Просечен
Според преброяването от 2001 година демът има 11 215 жители и в него влизат следните демови секции и селища:
- Демова секция Просечен
  - село Просечен (Προσοτσάνη, Просоцани)
- Демова секция Бъбълец
  - село Бъбълец (Πύργοι, Пирги)
- Демова секция Пършово
  - село Пършово (Ανθοχώρι, Антохори)
- Демова секция Горенци
  - село Горенци (Καλή Βρύση, Кали Вриси)
- Демова секция Граменци
  - село Граменци (Γραμμένη, Грамени)
- Демова секция Калапот
  - село Калапот (Πανόραμα, Панорама)
- Демова секция Карлъково
  - село Карлъково (Μικρόπολη, Микрополи)
- Демова секция Кобалища
  - село Кобалища (Κοκκινόγεια, Кокиногия)
  - село Нови Калапот (Αγγίτης, Ангитис)
  - село Мезе (Πηγές, Пигес)
- Демова секция Криви дол
  - село Криводол (Егри дере, Καλλιθέα, Калитеа)
- Демова секция Плевня
  - село Плевня (Πετρούσσα, Петруса)
  - село Ставрос (Σταυρός)
- Демова секция Ресилово
  - село Ресилово (Χαριτωμένη, Харитомени)

### Демова единица Минаре
Според преброяването от 2001 година дем Минаре (Δήμος Σιταγρών) с център във Фотилово (Фотоливос) има 5266 жители и в него влизат следните демови секции и селища:
- Демова секция Фотилово
  - село Фотилово (Сачивен, Φωτολίβος, Фотоливос)
- Демова секция Голак
  - село Голак (Περιχώρα, Перихора)
  - село Голашки манастир „Свети Мина“ (Άγιος Μηνάς)
- Демова секция Голям Семендрик
  - село Голям Семендрик (Μεγαλόκαμπος, Мегалокамбос)
- Демова секция Каракавак
  - село Каракавак (Μαυρολεύκη, Мавролевки)
- Демова секция Малък Семендрик
  - село Малък Семендрик (Μικρόκαμπος, Микрокамбос)
- Демова секция Минаре
  - село Минаре (Σιταγροί, Ситагри)
- Демова секция Чал
  - село Чал (Αργυρούπολη, Аргируполи)